# Свечин, Никанор Михайлович
Никанор Михайлович Свечин (1772 — 1849) — русский генерал, участник Наполеоновских войн.

## Биография
Дворянин Тверской губернии, родился 3 (14) июля 1772 года в родовом имении, селе Дубровке Новоторжского уезда, и получил воспитание и образование сначала дома, а потом в Тверском благородном училище.
На военную службу поступил 22 января 1791 года подпрапорщиком в лейб-гвардии Преображенский полк; 14 декабря 1798 года произведён в прапорщики. Осенью 1805 года, уже в чине поручика, он участвовал в рядах полка в походе в Моравию и несчастный случай лишил его возможности принять участие в Аустерлицком сражении, в котором гвардия с честью поддержала свою вековую славу. Накануне вступления гвардии в Ольмюц (10 ноября), ночью, проезжая верхом по мосту через речку, вследствие отсутствия перил, он оступился, упал с лошадью на лёд, проломив его, и был вытащен в беспамятстве казаками. Последствием этого падения был сильный вывих правой руки, принудивший его к долгому лечению в полковом лазарете.
Последующая мирная служба Свечина была сопряжена с командировкой его в 1806 году в Вильну для обучения рекрутов резервной армии и с пребыванием (с 1807 года по 1810 год) в составе 2-го батальона полка в Финляндии, близ г. Вазы.
Произведённый в 1810 году в полковники, вскоре после этого он был назначен командиром 2-го батальона лейб-гвардии Преображенского полка, а в начале 1812 года выступил с полком в поход к Свенцянам, где гвардия вошла в состав 5-го пехотного корпуса 1-й западной армии. В сражении при Бородино Преображенскому полку не пришлось принять непосредственного участия, так как он находился в резерве; тем не менее убийственный огонь французской артиллерии вырвал из его рядов немало жертв. За мужество, оказанное в этом бою, Свечин был награждён орденом св. Анны 2-й степени.
Кампания 1813 года доставил ему славу не только среди однополчан, но и среди всей гвардии. 20 апреля и 8 и 9 мая он участвовал в сражениях при Лютцене и Бауцене, причём за Лютцен был награждён орденом св. Владимира 3-й степени.
Но выдающиеся подвиги мужества и храбрости были оказаны им в двухдневном жарком бою перед Гисгюбелем и Кульмом. В ночь с 15 на 16 августа граф Остерман, в распоряжении которого, в числе прочих войск, находилась и 1-я гвардейская пехотная дивизия, получил от главнокомандующего приказание двинуться с вверенными ему войсками на соединение с главной армией, к городу Теплицу. Согласно присланной ему диспозиции, граф Остерман должен был направиться через селение Максен, лежавшее в стороне от прямого направления на Теплиц. Но, сознавая что этим движением он открывает неприятелю путь в Теплице, Остерман решил нарушить приказание и попытаться пробиться в прямом направлении на Теплиц и этим проявил блестящий пример личной инициативы, которая вполне оправдалась последствиями. Путь его наступления лежал через селение Гисгюбель, расположенное между Пирной и Петерсвальде. Как только авангард наш подошёл к Гисгюбелю, то был встречен артиллерийским и ружейным огнём французов, хотевших остановить наше наступление. В голове авангарда находился лейб-гвардии Преображенский полк. Немедленно же полк был остановлен и Свечину, с вверенным ему батальоном, приказано было опрокинуть французов. Быстро бросились преображенцы вперёд, ударили в штыки и опрокинули противника. Атака 2-го батальона была так стремительна, что в хвосте колонны и не заметили, что головные части в бою. Граф Остерман, следя за атакой Свечина, рукоплескал ему, восклицая: «браво!», а потом обратился к нему со словами: «никогда не видал я такой блистательной атаки», и подарил нижним чинам 2-го батальона полтораста червонцев.
После этой атаки французы принуждены были очистить нашим войскам путь, и отряд Остермана, продолжая дальнейший путь к Теплицу, 17 августа подошёл к Кульму. Здесь гвардии нашей пришлось сразиться с войсками Вандама, направленными на Теплиц. Располагая превосходными силами, Вандам был уверен в победе, но к удивлению своему встретил такой мужественный отпор со стороны нашей гвардии, что принужден был прекратить своё наступление. В этот достопамятный день преображенцам пришлось пробыть 10 часов непрерывно в самом жарком бою, причём они несколько раз бросались в атаку. В самый критический момент сражения, когда две французские колонны ударили на наш левый фланг, навстречу им были выдвинуты 1-й и 2-й батальоны преображенцев, а во фланги неприятелю были направлены гвардейские уланы и лейб-гвардии Измайловский полк. Эти части стремительно бросились в атаку и, буквально, уничтожили французов. В это время неприятельское ядро оторвало у графа Остермана левую руку. Свечин и несколько гренадер сняли его с лошади и отнесли к месту перевязки. Таким образом, несмотря на усилия французов, войска их были отбиты на всех пунктах и поле сражения осталось за нами, а на следующий день (18 августа), усиленные прибывшими подкреплениями, войска наши принудили корпус Вандама положить оружие. За лихую атаку под Гисгюбелем Свечин был награждён 10 декабря 1813 года орденом св. Георгия 4-й степени (№ 2749 по списку Григоровича — Степанова), а за Кульм был произведён в генерал-майоры и награждён прусским знаком железного креста. Помимо того, он удостоился получить благодарность из уст императора Александра I, австрийского императора Франца и прусского короля Фридриха-Вильгельма.
28 сентября того же года Свечин был назначен шефом Новоингерманландского пехотного полка (12-й дивизии), находившегося в составе Польской армии генерала Беннигсена. Но прежде чем отправиться к своему полку, ему пришлось принять участие в сражении под Лейпцигом, причём он был награждён прусским королём орденом Красного Орла 2-й степени.
Дальнейшая боевая служба Свечина вполне оправдала его репутацию храброго и искусного генерала. По прибытии к полку ему пришлось на первых же порах принять участие в блокаде крепости Бельфора (в составе отряда графа Орурка), продолжавшейся с 10 декабря по 16 января следующего года. Затем, 23 февраля, он участвовал в жарком бою при Краоне, а 25 и 26 февраля в сражении при Лаоне. Здесь, командуя бригадой, в составе Алексопольского и Новоингерманландского полков, он в особенности отличился при защите селений Семильи и Класси, за что был награждён орденом св. Анны 1-й степени. 18 марта, при штурме Парижа, он с вверенным ему полком находился в резерве. 1 сентября того же года (вследствие отмены должностей полковых шефов) Свечин был назначен командиром 2-й бригады 12-й пехотной дивизии (5-го корпуса) и, после двухлетнего заграничного похода, привёл её обратно в Россию.
17 сентября 1815 года Свечин был зачислен по армии, а 25 ноября того же года был назначен командиром 2-й бригады 11-й пехотной дивизии, которой командовал шесть лет. Назначенный затем командующим 2-й пехотной дивизией (с 28 апреля 1822 года), а потом начальником 10-й пехотной дивизии (1 февраля 1823 года), он 22 августа 1826 года за отличие по службе был произведён в генерал-лейтенанты.

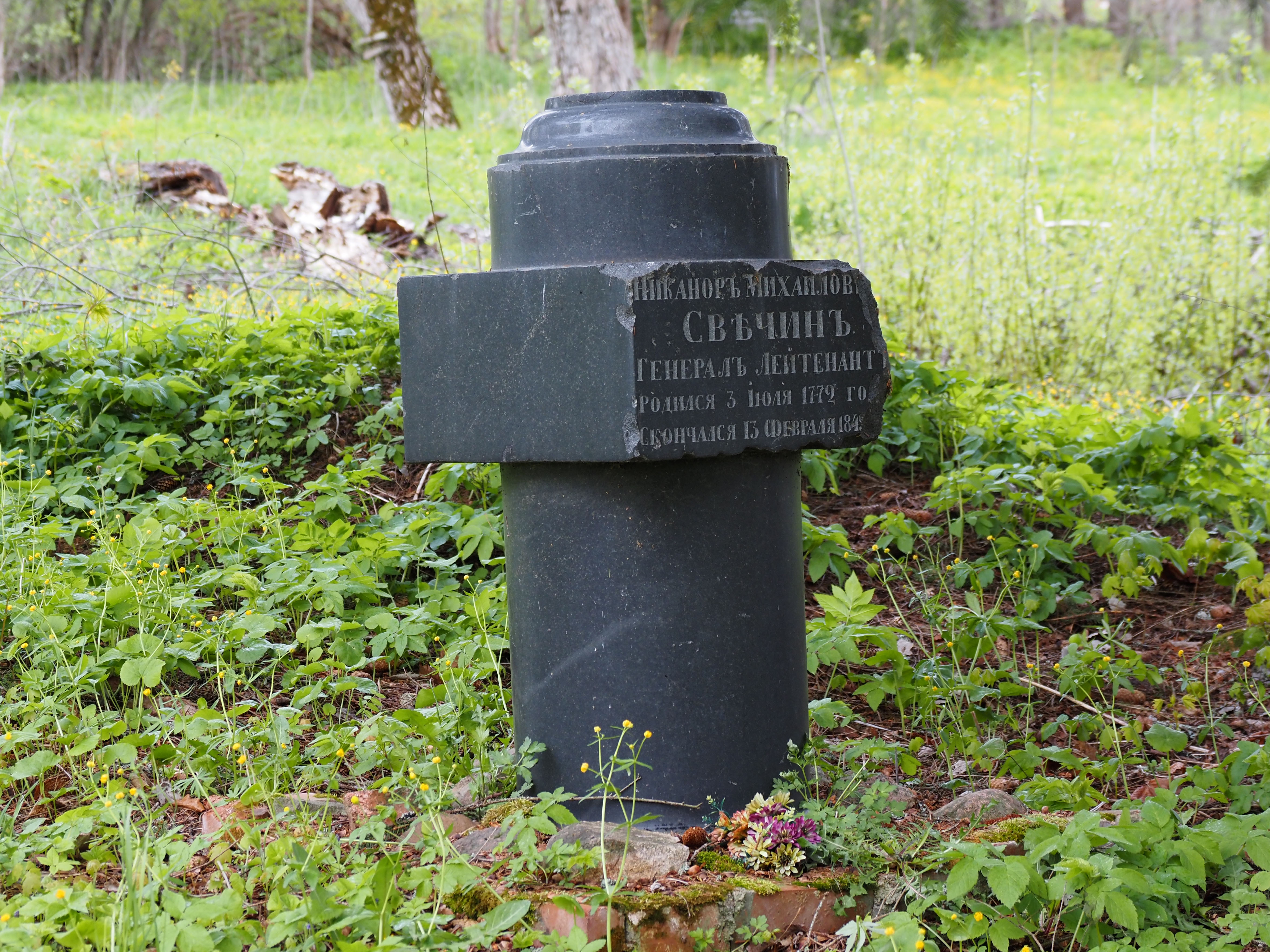
Могила Никанора Свечина в Дубровке

В 1828 году, по объявлении войны Турции, с вверенной ему дивизией был потребован на театр военных действий. 10-я пехотная дивизия (Смоленский, Могилёвский, Витебский и Полоцкий пехотные и 19-й и 20-й егерские полки) вошла в состав 3-го пехотного корпуса и была направлена к Дунаю. После переправы через эту реку дивизия участвовала во взятии крепостей Кюстенджи и Мангалии. Затем некоторое время Свечин принимал участие в блокаде Шумлы, а потом в осаде и сдаче крепости Варны.
После этого он, вследствие расстроенного здоровья, был уволен в отпуск в Россию, с зачислением по армии, а 13 февраля 1829 года был уволен, по прошению, в отставку. Умер 13 (25) февраля 1849 года в Санкт-Петербурге. Похоронен в родовом имении рядом церковью Спаса Нерукотворного Образа.

## Семья
Жена (с 21 января 1817) — Екатерина Васильевна Энгельгардт (17.05.1798—17.12.1818), узаконенная дочь В. В. Энгельгардта, внучатая племянница князя Потёмкина. Венчались в Петербурге в Симеоновской церкви.
Их дети:
- Никанор (09.12.1818— ?; крестник княгини Т. В. Юсуповой)
- Мария, была замужем за князем Николаем Андреевичем Оболенским. Внук Свечина — князь Н. Н. Оболенский, генерал-адъютант.